# Icteranthidium croceum
Icteranthidium croceum là một loài Hymenoptera trong họ Megachilidae. Loài này được Morawitz mô tả khoa học năm 1878.